# Юсупов, Шерзоджон Абдуллаевич
Шерзоджон Абдуллаевич Юсупов (узб. Sherzodjon Abdullaevich Yusupov; род. 10 октября 1982 года, Ташкентская область, Узбекская ССР, СССР) — узбекский тяжелоатлет, член сборной Узбекистана. Участник летних Олимпийских игр 2008 года и летних Олимпийских игр 2012 года, чемпионатов мира, Азиатских игр и континентального первенства.

## Карьера
В 2006 году на Летних Азиатских играх в Дохе (Катар) в сумме набрал 315 кг, но занял лишь восьмое место. На Кубке Узбекистана по тяжёлой атлетике в Чирчике в весовой категории до 77 кг с результатом 322 кг занял первое место. В 2007 году на Чемпионате мира по тяжёлой атлетике в Чиангмай (Таиланд) в весовой категории до 77 кг занял 28-е место в мире с суммой в 319 кг.
В 2008 году на Летних Олимпийских играх в Пекине (Китай) в весовой категории до 77 кг в рывке одолел 144 кг, а в толчке 178 кг и с суммой 322 кг занял лишь шестнадцатое место. На Чемпионате Азии по тяжёлой атлетике в Канадзава (Япония) занял пятое место с суммой 314 кг.
На Летних Олимпийских играх в Лондоне (Великобритания) в весовой категории до 85 кг в рывке взял 155 кг, а в толчке 195 кг и с общей суммой в 350 кг занял 8 место.